# Малая Каменка (приток Большой Каменки)
Малая Каменка — малая река в Луганской области. Правый приток Большой Каменки.
Вместе с реками Тёплая, Медвежья, Деревечка и Дуванная входит в число крупнейших притоков Большой Каменки, являющейся, в свою очередь, правым притоком реки Северского Донца.
Речная система: Малая Каменка → Большая Каменка → Северский Донец → Дон.

## Населённые пункты
- Новоукраинка (исток в окрестностях)
- Ясеновский
- Картушино
- Ребриково
- Каменка (устье на Большой Каменке)